# Alvin Young
Alvin Jerome Young (Port Jervis, 12 novembre 1975) è un ex cestista statunitense, professionista in Europa.

## Carriera
Negli anni alla high school Bishop Loughlin di Brooklyn, Young non giocava a pallacanestro. La scelta definitiva sul basket ricadrà all'università, dapprima al college di Mitchell (1995-1997), per poi concludere la carriera collegiale alla Niagara University (1997-99). Durante l'ultima annata è addirittura divenuto il miglior marcatore del torneo NCAA, con 25,1 punti a partita.
La stagione successiva è la prima vissuta fuori dai confini americani, giocando in Grecia con la maglia dell'Esperos: viene però svincolato nel febbraio 2000 a causa di problemi finanziari del club, e tornerà negli Stati Uniti a concludere l'annata nel campionato IBL, con i Trenton Shooting Stars.
Accordatosi con la Pallacanestro Cantù nell'estate 2000, è costretto a fare marcia indietro per un infortunio al ginocchio, il quale gli impedisce l'esordio con i brianzoli. Riabilitato, disputa 12 gare in patria con la canotta dei Florida Sea Dragons (torneo USBL).
L'annata 2001-02 è quella del suo arrivo in Emilia: ingaggiato dalla Bipop Reggio Emilia, campionato di Legadue, sfiora la promozione in massima serie (perdendo 3-2 la serie di finali playoff contro Napoli) trascinando i reggiani con le sue prestazioni: le cifre parlano di 24,2 punti, 3,4 rimbalzi e 2,6 palle rubate a partita, arrivando a segnare 43 punti in una singola partita. Tutto ciò serve a riconfermarlo per due ulteriori annate, facendosi amare dai tifosi biancorossi, ed ottenendo la tanto attesa promozione in A.
Nel 2004-05 è la volta di Israele, firmando un contratto col Bnei HaSharon; l'anno dopo lo troviamo invece in Francia, dove arriva a disputare anche l'Eurolega con la casacca dello Strasburgo: nella competizione europea registra un high score di 26 punti contro l'Olimpia Lubiana. Svincolatosi nel gennaio 2006, torna in Israele per chiudere il campionato con l'Hapoel Ironi Nahariya.
Da qui Young è protagonista di un'altra avventura in italiana, tra le file di Capo d'Orlando in Serie A, dove sfiora i 20 punti a partita.

La stagione 2007-08 è quella del suo ritorno a Reggio Emilia, dove si conferma faro della squadra. Anche in questo caso il suo contratto è stato prolungato per la stagione successiva. Nel 2009-10 si divide tra Pavia e Venezia. Dal gennaio 2010 è il co-capitano della Reyer Venezia, dove è rimasto fino al 2013.